# Linyphantes distinctus
Linyphantes distinctus là một loài nhện trong họ Linyphiidae.
Loài này thuộc chi Linyphantes. Linyphantes distinctus được Ralph Vary Chamberlin & Wilton Ivie miêu tả năm 1942.